# Кабецово
Кабецово — деревня в Вытегорском районе Вологодской области.
Входит в состав Кемского сельского поселения, с точки зрения административно-территориального деления — в Кемский сельсовет.

## География
Расположена на правом берегу реки Кема, на трассе А119. Расстояние до районного центра Вытегры по автодороге — 104,5 км, до центра муниципального образования посёлка Мирный по прямой — 6 км. Ближайшие населённые пункты — Игнатово, Кузнецово, Татариха.

## История
До упразднения уездно-губернского деления деревня Кабицева входила в состав
Чернослободского общества Чернослободской волости Вытегорского уезда Олонецкой губернии. 
По данным на 1886 год, находится на Архангельском почтовом тракте, от становой квартиры в деревне Ежовой на город Вытегру. 
Согласно административно-территориальному деление Вологодской области на 1940 год деревня Кабицева входила в Чернослободский сельсовет Ковжинского района входили 12 населённых пункта

## Население
| 2010 |
| ---- |
| 4    |

### Историческая численность населения
Согласно «Списку населённых мест» 1873 года, население составляло 14 человек: 7 мужчин и 7 женщин. Жили по 3 дворам. В деревне была православная часовня.
По данным на 1886 год  деревня с 3 дворами и 17 жителями. 
В «Списке населённых мест» 1905 года население состояло из 20 человек: 19 крестьян и 1 человека не из крестьян. За 32 года между составлением списков 1873 и 1905 годов количество дворов не изменилось, мужчин стало больше на 1 (+14.29%) и женщин стало больше на 5 (+71.43%). Общая численность населения увеличилась на 6 человек (+42.86%)
По переписи 2002 года население — 8 человек.

## Инфраструктура
Личное подсобное хозяйство с зоной сельскохозяйственного использования, индивидуальная застройка усадебного типа. В 1873 и 1905 годах по 3 двора.  
На 1905 год насчитывалось 2 лошади, 6 коров и 9 голов прочего скота. Следовательно, на одну крестьянскую семью в среднем приходилось 0,5 лошади, 1,5 коровы и 2,25 головы другого скота. 

## Транспорт
Деревня доступна автотранспортом. 